# Gratien Ferrier
Pour les articles homonymes, voir Ferrier (homonymie).
Gratien Ferrier, né le 24 juin 1771 à Peyrehorade dans le département des Landes, mort le 2 décembre 1848 à Paris, est un général français de la révolution et de l’Empire.

## États de service
Il entre en service comme sous-lieutenant au 7e régiment de dragons, le 23 septembre 1792, il sert aux armées des Ardennes en 1792-1793, et du Nord en 1793-1794. Il prend un obusier à l'ennemi à la délivrance de Maubeuge, le 16 octobre 1793, et il se signale dans un combat le 26 avril 1794. 
Le 2 juillet 1794, il est à l'armée de Sambre-et-Meuse, il est nommé lieutenant le 13 décembre 1794, aide de camp du général Demars le 27 juillet 1795, et en février 1796, il est adjoint provisoire à l'adjudant général Lacroix, puis le 15 août il est adjoint à l'adjudant général Sherlock. 
Il passe capitaine au 7e dragons le 28 janvier 1797, et il est affecté à l'armée d'Italie en 1798. Il se signale à la bataille de Magnano, le 5 avril 1799, prend part à la défense de Mantoue le 8 mai 1799, et il est fait prisonnier de guerre à la capitulation de cette place le 31 juillet 1799. 
Libéré sur parole, il rentre en France, pour servir dans le corps d'observation du Midi en 1800-1801, aux armées d'Italie en 1802-1803, et de Naples de 1803 à 1805. Le 18 mai 1805, il est aide de camp du maréchal Jourdan, et il est nommé chef d'escadron le 18 juillet 1805, et le 19 décembre 1805, il est employé à l'état-major de l'armée d'Italie. 
En février 1806, il est aide de camp de Joseph Bonaparte à l'armée de Naples, et le 18 juillet 1806, il est fait major au service de Naples pour organiser et commander l'escadron de gendarmerie d'élite de la garde royale napolitaine. Il est nommé colonel commandant la province d'Aquila, le 29 octobre 1807, et il est promu maréchal de camp au service de Naples, le 31 août 1809. 
De 1810 à 1812, il est à l'armée d'Aragon, il défend la province de Calatayud contre l'Empecinado en 1811, et il est blessé d'un coup de feu à la jambe droite au combat de Calatayud le 24 juillet 1811. Il prend d'assaut le fort d'Oropesa en janvier 1812.
En 1812, il rejoint la Grande Armée, pour la campagne de Russie, il est blessé de 2 coups de lance et il est fait prisonnier le 29 septembre 1812. 
Il rentre en France en septembre 1814, il donne sa démission du service de Naples en janvier 1815, et il fait sa soumission au roi Louis XVIII le 10 février 1815. Il est réadmis au service de la France comme maréchal de camp en non-activité le 31 octobre 1815. Il est fait chevalier de Saint-Louis le 14 février 1816, et le 7 octobre 1818, il est nommé lieutenant du roi de la place de Mézières. 
Il est admis au traitement de réforme le 26 janvier 1820, passe comme disponible le 1er avril 1820, et il prend le commandement de la 3e subdivision (Haute-Marne) de la 18e division militaire le 21 avril 1820. Le 26 décembre 1821, il est nommé commandant la 6e subdivision (Ariège) de la 10e division militaire. Il est élevé au grade de commandeur de la Légion d'honneur, 17 août 1822, et le 9 octobre il est commandant la 2e subdivision (Charente-Inférieure) de la 12e division militaire. 
Le 3 septembre 1823, il est à la 4e subdivision (Seine-et-Marne) de la 1re division militaire, et il est mis en disponibilité le 1er janvier 1829. Commandant le département de la Sarthe le 10 août 1830, il est compris en cette qualité dans le cadre d’activité de l’état-major général le 23 mars 1831, et il prend le commandement du département de Loir-et-Cher le 22 avril 1831.
De 1825 à 1828 Il possède et habite le domaine de Mousseaux à Montbouy (Loiret).
Il est admis à la retraite à compter du 1er octobre 1833.
Il meurt à Paris le 2 décembre 1848.

### Sources
- (en) « Generals Who Served in the French Army during the Period 1789 - 1814: Eberle to Exelmans »
- Thierry Pouliquen, « Les généraux français et étrangers ayant servis [sic] dans la Grande Armée » (consulté le 30 octobre 2013)
- Baptiste-Pierre Courcelles, Dictionnaire historique et biographique des généraux français depuis le onzième siècle jusqu'en 1822, l’Auteur, janvier 1822, 426 p. (lire en ligne), p. 40.
- « La noblesse d’Empire » (consulté le 30 octobre 2013)
- [Cabannes 1934] Gabriel Cabannes, Galerie des landais, t. 3, Hossegor, Chabas, 1934, 456 p. (lire en ligne), p. 297-301